# Anders Ruben Forsblom
Anders Ruben Forsblom (nascido em 24 de junho de 1931) é um ex-ciclista olímpico finlandês. Representou sua nação em dois eventos nos Jogos Olímpicos de Verão de 1952.